# Marken (regio)
De Marken (Italiaans: Marche) zijn een regio in het midden van Italië aan de Adriatische Zee. Het grenst in het noorden aan Emilia-Romagna en de republiek San Marino, in het westen aan Toscane en Umbrië, in het zuidwesten aan Lazio en in het zuiden aan de Abruzzen.
De oppervlakte van de regio neemt ongeveer één eenendertigste van het nationale territorium in beslag, oftewel 3,21%. Qua grootte staat de regio op de veertiende plaats. Van de 1000 Italianen wonen er 25 in de Marken, 2,5% van de totale nationale bevolking. De Marken stimuleert het "agritoerisme" (agriturismo), waarbij bezoekers op boerderijen verblijven.

## Geschiedenis
Voor de komst van de Romeinen werd de regio bewoond door de Piceni, een van de Italische volken die zich in het eind van het tweede millennium v.Chr. in het heuvelland hadden gevestigd, en de Senonische Galliërs. De Romeinse keizer Augustus behield de naam van de oorspronkelijke bewoners en noemde het Picenum. De Marken omvatten niet alleen het Romeinse Picenum, maar ook het zuidelijk deel van de Ager Gallicus. De Ager Gallicus, ten noorden van Picenum, hadden de Romeinen veroverd op de Senones.
Tien eeuwen later, rond het jaar 1000 is de naam Marche ontstaan, afgeleid van het Germaanse woord Mark dat markering, grens betekende: regio op de grens. Het meervoud Marken wijst op een fusie van markgraafschappen, zoals markgraafschap Ancona, markgraafschap Camerino-Macerata en markgraafschap Fermo.
In de 19e eeuw werd een spoorlijn aangelegd van Bologna naar Brindisi die de Marken via de kustlijn verbonden met de rest van het land; een verbetering ten opzichte van de situatie daarvoor, toen de regio alleen bereikbaar was via moeilijk begaanbare wegen over bergpassen.

## Landschap
Het westen van de regio wordt in beslag genomen door de bergketen van de Apennijnen. De hoogste top van de regio is de Monte Vettore (2.476 m) in de provincie Ascoli Piceno. Deze berg maakt deel uit van het massief Monti Sibillini dat tot nationaal park is uitgeroepen. Het landschap tussen de hoge bergen en de kust is sterk heuvelachtig. Dit deel van de Marken is een landbouwgebied dat wijn, olijven en fruit voortbrengt. De kustlijn van de Marken is ongeveer 170 kilometer lang. De zand- en kiezelstranden worden op twee plaatsen onderbroken door een woeste rotskust; ten zuiden van de regionale hoofdstad Ancona (Monte Conero) en ten noorden van Pesaro (Monte San Bartolo). Ancona is de enige belangrijke havenplaats van de Marken.

## Provincies en belangrijke steden

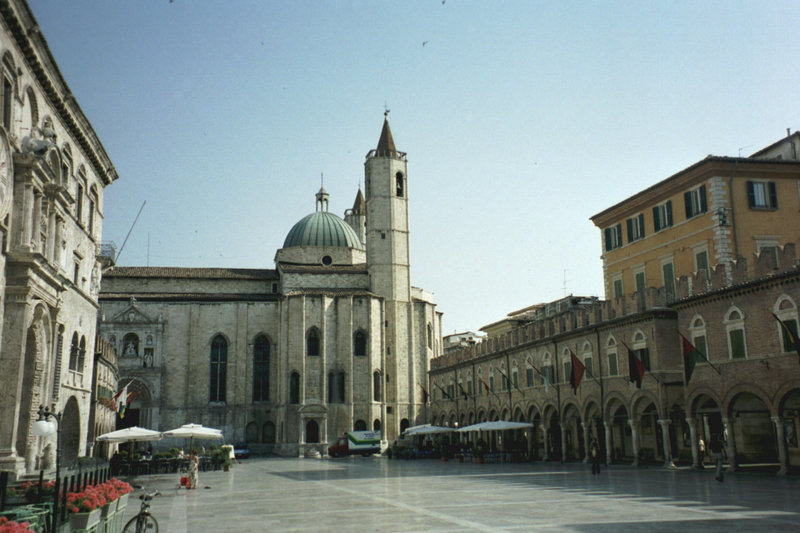
Ascoli Piceno in het zuiden van de Marken

|  | Provincie       | Afkorting | Hoofdstad      | Belangrijke plaatsen        |
|  | Ancona          | AN        | Ancona         | Jesi, Senigallia, Fabriano  |
|  | Ascoli Piceno   | AP        | Ascoli Piceno  | San Benedetto del Tronto    |
|  | Fermo           | FM        | Fermo          | Porto San Giorgio           |
|  | Macerata        | MC        | Macerata       | Recanati, Civitanova Marche |
|  | Pesaro e Urbino | PU        | Pesaro, Urbino | Fano                        |

## Afkomstig uit de Marken
- Gentile da Fabriano (1370-1427), kunstschilder
- Cyriacus van Ancona (1391-1455), navigator en grondlegger van de klassieke archeologie
- Donato Bramante (1444-1514), architect en kunstschilder
- Rafaël (1483-1520), kunstschilder
- Matteo Ricci (1552-1610), jezuïet en missionaris in China
- Giovanni Battista Pergolesi (1710-1736), componist
- Gaspare Spontini (1774-1851), componist
- Gioachino Rossini (1792-1868), componist
- Giacomo Leopardi (1798-1837), dichter
- Maria Montessori (1870-1952), arts en onderwijshervormer
- Beniamino Gigli  (1890-1957), tenor
- Franco Corelli (1921-2003), tenor
- Renata Tebaldi (1922-2004), sopraan
- Roberto Mancini (1964), voetballer en trainer
- Valentino Rossi (1979), motorcoureur